# 大石康子
大石 康子（おおいし やすこ、1931年（昭和6年）10月15日 - ）は、日本の元競泳選手。現姓は山本。

## 経歴
静岡県富士郡富士町（現富士市）出身。
天理短期大学在学中、1952年ヘルシンキオリンピックで競泳日本代表として女子4×100m自由形リレーに出場し6位に入賞した。
のち、天理市水泳協会副会長を務め、天理市教育委員会主催の水泳教室に講師として参加した。